# Sitotroga psacasta
Sitotroga psacasta is een vlinder uit de familie tastermotten (Gelechiidae). De wetenschappelijke naam is voor het eerst geldig gepubliceerd in 1908 door Meyrick.
De soort komt voor in Europa.